# 鮑爾斯峰
71°45′S 163°20′E / 71.750°S 163.333°E
鮑爾斯峰（英語：Bowers Peak）是南極洲的山峰，位於維多利亞地，屬於鮑爾斯山脈中蘭特曼山脈的一部分，海拔高度2,140米，該山脈由新西蘭探險隊命名。